# Leptoglossus ashmeadi
Leptoglossus ashmeadi är en insektsart som beskrevs av Heidemann 1909. Leptoglossus ashmeadi ingår i släktet Leptoglossus och familjen bredkantskinnbaggar. Inga underarter finns listade i Catalogue of Life.